# رياو
مقاطعة رياو هي إحدى مقاطعات إندونسيا. و عاصمتها بيكان بارو.

## التقسيم الإداري

### مديرية ومدينة رئيسية
تنقسم هذه مقاطعة إلى 10 مديرية (عمودية) و مدينتين رئيسيتين (مركز)
| اسم مديرية أو مدينة رئيسية | عاصمة             | رئيس            |
| -------------------------- | ----------------- | --------------- |
| مديرية بنجكاليس            | بنجكاليس          | م. هيرليان صالح |
| مديرية إيندراجيري هيلير    | تيمبيلاهان        | محمد وردان      |
| مديرية إيندراجيري هولو     | رينجات            | يوبي أريانتو    |
| مديرية كامبار              | بانجكينانج        | جفري نور        |
| مديرية كوانتان سينجينجي    | تالوك كوانتان     | سوكارميس        |
| مديرية بيلالاوان           | بانجكالان كيرينجي | محمد حارس       |
| مديرية روكان هيلير         | باجان سي آبي آبي  | سوياتنو         |
| مديرية روكان هولو          | باسير بينجارايان  | أحمد            |
| مديرية سياك                | سياك سري إيندبورا | شمسوار          |
| مديرية جزر ميرانتي         | سيلات بانجانج     | إروان ناصر      |
| مدينة دوماي                | -                 | خير الأنوار     |
| مدينة بيكانبارو            | -                 | فردوس           |

## جزر المقاطعة
من أهم جزر المقاطعة:
- جزيرة روبات
- جزيرة بانكاليس
- جزيرة بادانغ
- جزيرة رانغسانغ
- جزيرة تيبنغ تينجي
- جزيرة باسو